# Chanson russe
 (juin 2025).
Motif : Notoriété non démontrée. Demande de source depuis 2021. L'article parle de la chanson russe ou de la Chanson russe ? (la plupart des pages liées concernent la chanson russe dans sa généralité.
- Archive Wikiwix
- Bing
- Cairn
- DuckDuckGo
- E. Universalis
- Gallica
- Google
- G. Books
- G. News
- G. Scholar
- Persée
- Qwant
- (zh) Baidu
- (ru) Yandex
- (wd) trouver des œuvres sur Wikidata

| 1. | Préciser le motif de la pose du bandeau. | Précisez le motif de la pose du bandeau en utilisant la syntaxe suivante : {{admissibilité à vérifier\|date=juin 2025\|motif=remplacez ce texte par le motif}}                     |
| 2. | Informer les utilisateurs concernés.     | Pensez à avertir le créateur de l'article, par exemple, en insérant le code ci-dessous sur sa page de discussion : {{subst:avertissement admissibilité à vérifier\|Chanson russe}} |

 (juin 2021).
 (juin 2021).
Si vous disposez d'ouvrages ou d'articles de référence ou si vous connaissez des sites web de qualité traitant du thème abordé ici, merci de compléter l'article en donnant les références utiles à sa vérifiabilité et en les liant à la section « Notes et références ».

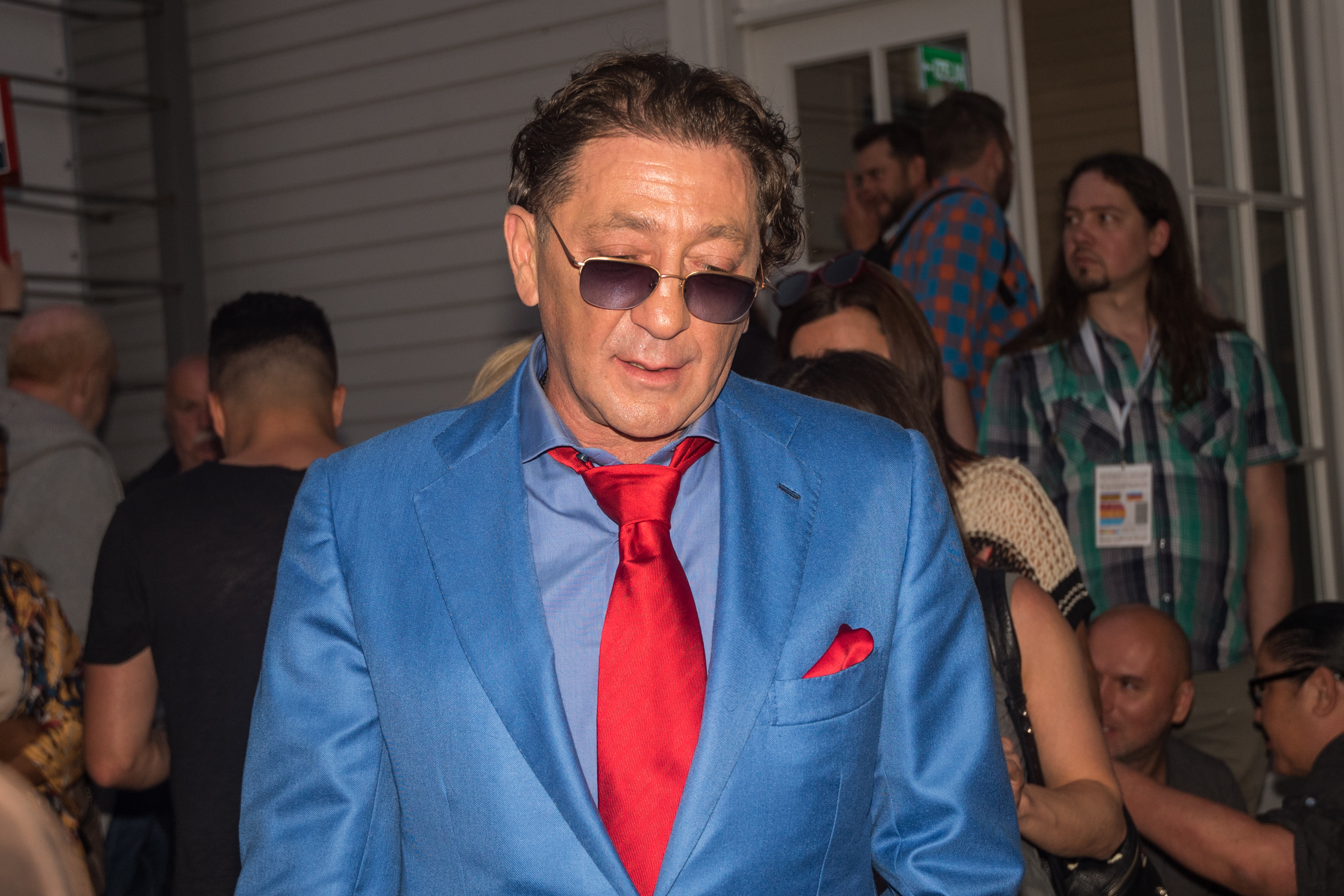
Gregory Leps, un des représentants les plus emblématiques de la Chanson russe.

La chanson russe (en russe : русский шансон, russkiy сhanson) est un style musical comprenant des chansons romantiques et des chansons criminelles (blatnaya pesnya) basées sur des thématiques du monde criminel, de la mafia russe et des couches populaires urbaines.
Parmi les artistes de ce genre, il y a Arkady Severny, Aleksandre Novikov, Willi Tokarev, Mikhaïl Choufoutinski, Mikhaïl Krug, Lyoubov Ouspenskaïa, Vika Tziganova, Elena Vaenga, Grigory Leps, les groupes Lesopoval et Lioubè.